# California Gurls
«California Gurls» — перший сингл третього студійного альбому американської поп-співачки Кеті Перрі — «Teenage Dream». В США сингл вийшов 7 травня 2010. Пісня написана Кеті Перрі, Dr. Luke, Максом Мартіном, Benny Blanco, Бонні МакКі та Calvin Broadus; спродюсована Dr. Luke, Benny Blanco та Максом Мартіном. Музичне відео зрежисоване Mathew Cullen; прем'єра музичного відео відбулась у червні 2010.

## Музичне відео
15 червня 2010 відбулася прем'єра відеокліпу. Відеокліп зрежисовано Меттью Калленом (Mathew Cullen).

## Список композицій
- Цифрове завантаження[1]

1. «California Gurls» (featuring Snoop Dogg) – 3:56

- CD-сингл[2]

1. «California Gurls» (featuring Snoop Dogg) – 3:56
2. «Hot n Cold» (Yelle Remix) — 4:07

- Цифрове завантаження для США — міні-альбом із реміксами[3]

1. «California Gurls» (Armand Van Helden Remix) – 5:48
2. «California Gurls» (Innerpartysystem Main Mix) – 4:27
3. «California Gurls» (Manhattan Clique Long Beach Mix) – 7:00

- Цифрове завантаження для Великої Британії — міні-альбом із реміксами[4]

1. «California Gurls» (MSTRKRFT Main Mix) – 3:59
2. «California Gurls» (Innerpartysystem Main Mix)  – 4:27
3. «California Gurls» (Manhattan Clique Long Beach Mix)  – 7:00

## Чарти
Тижневі чарти
| Чарт (2010)                                | Місце |
| ------------------------------------------ | ----- |
| Australian Singles Chart                   | 1     |
| Austrian Singles Chart                     | 3     |
| Belgium (Ultratop 50 Flanders) (Фландрія)  | 6     |
| Belgium (Ultratop 50 Wallonia) (Валлонія)  | 3     |
| Brazil (Brasil Hot 100 Airplay)            | 12    |
| Brazil (Billboard Hot Pop Songs)           | 1     |
| Bulgaria (IFPI)                            | 4     |
| Canada (Canadian Hot 100)                  | 1     |
| Czech Republic (Rádio Top 100)             | 6     |
| Danish Singles Chart                       | 5     |
| European Hot 100 Singles                   | 1     |
| Finland Suomen virallinen lista            | 2     |
| France French Singles Chart                | 5     |
| Germany German Singles Chart               | 3     |
| Hungary (Rádiós Top 40)                    | 1     |
| Irish Singles Chart                        | 1     |
| Israel Media Forest                        | 2     |
| Italian Singles Chart                      | 3     |
| Japan Japanese Singles Chart               | 10    |
| Netherlands Dutch Top 40                   | 2     |
| New Zealand Recorded Music NZ              | 1     |
| Norway VG-lista                            | 5     |
| Poland (Airplay Chart)                     | 1     |
| Poland (Dance Top 50)                      | 8     |
| Scotland (Official Charts Company)         | 1     |
| Slovakia (Rádio Top 100)                   | 2     |
| Spanish Singles Chart                      | 17    |
| Swedish Singles Chart                      | 8     |
| Swiss Singles Chart                        | 4     |
| UK Singles (Official Charts Company)       | 1     |
| US Billboard Hot 100                       | 1     |
| US Adult Contemporary (Billboard)          | 7     |
| US Adult Top 40 (Billboard)                | 1     |
| US Dance Club Songs (Billboard)            | 1     |
| US Mainstream Top 40 (Billboard)           | 1     |
| US Rhythmic (Billboard)                    | 4     |
| Venezuela Pop Rock General (Record Report) | 1     |

## Продажі
| Країна                       | Сертифікація (таблиця продажів та сертифікатів) | Продажі    |
| ---------------------------- | ----------------------------------------------- | ---------- |
| Австралія (ARIA)             | 6× Платина                                      | +420,000   |
| Австрія (IFPI Austria)       | Платина                                         | +30,000    |
| Бельгія (BEA)                | Золото                                          | +15,000    |
| Канада (CRIA)                | 4× Платина                                      | +320,000   |
| Данія (IFPI Denmark)         | Золото                                          | +7,500     |
| Франція (SNEP)               |                                                 | +140,000   |
| Німеччина (BVMI)             | Платина                                         | +300,000   |
| Японія (RIAJ)                | Золото                                          | +100,000   |
| Мексика (AMPROFON)           | Золото                                          | +30,000    |
| Нова Зеландія (RIANZ)        | Платина                                         | +15,000    |
| Швеція (GLF)                 | Платина                                         | +40,000    |
| Швейцарія (IFPI Switzerland) | Платина                                         | +30,000    |
| Британія (BPI)               | Платина                                         | 780,787    |
| США (RIAA)                   | 8× Платина                                      | +5,800,000 |

## Історія релізів
| Регіон          | Дата           | Формат                               |
| --------------- | -------------- | ------------------------------------ |
| Світ            | 7 травня 2010  | Прем'єра на радіо                    |
| Світ            | 11 травня 2010 | Цифрове завантаження                 |
| США             | 25 травня 2010 | Top 40/Mainstream and Rhythmic radio |
| Німеччина       | 11 червня 2010 | CD-сингл                             |
| Велика Британія | 20 червня 2010 | Цифрове завантаження                 |
| Велика Британія | 21 червня 2010 | CD-сингл, 7"                         |
| Світ            | 16 липня 2010  | Цифровий міні-альбом із реміксами    |